# Portret van Fra Teodoro van Urbino als de heilige Dominicus
Het portret van Fra Teodoro van Urbino als de heilige Dominicus (Engels: Portrait of Fra Teodoro of Urbino as Saint Dominic) is een schilderij van Giovanni Bellini. Het is het laatste gedateerde werk van de kunstenaar, geschilderd in 1515, een jaar voor zijn dood. Het maakt deel uit van de collectie van de National Gallery in Londen, die het werk sinds 1895 in bruikleen heeft van het Victoria and Albert Museum.

## Voorstelling
Een gedeeltelijk uitgewiste inscriptie op de borstwering aan de onderkant van het schilderij maakt melding van een Fra Teodoro van Urbino. Waarschijnlijk gaat het hier om een monnik uit het dominicaner klooster van San Zanipolo, dat niet ver van Bellini's atelier gelegen was. Fra Teodoro gaat gekleed in een zwarte habijt en een strak op het hoofd zittende muts. In zijn rechterhand houdt hij een witte lelie, attribuut van Dominicus, en een boek waarop een kaartje prijkt waarop Sanct Dominic geschreven staat. Het gezicht van de monnik is bijzonder realistisch weergegeven. Met een afwezige blik kijkt hij schuin naar een punt in de verte, de mondhoeken licht naar beneden. Op de achtergrond hangt een opvallend gordijn met goud geborduurde bloemenmotieven, waar de lelie in op lijkt te gaan.
Toch blijft onduidelijk of het schilderij bedoeld is als een portret van Fra Teodoro, die zijn verbondenheid met zijn orde wil uitdrukken, of als een portret van Dominicus waarvoor Fra Teodoro model heeft gestaan. Over de maker bestaat weinig onduidelijkheid: Bellini signeerde zijn werk op een cartouche op de borstwering.